# Lijst van IATA-codes voor luchtvaartmaatschappijen
Dit is een (incomplete) lijst van IATA-airlinecodes, de tweeletterige codes die door International Air Transport Association worden toegekend aan luchtvaartmaatschappijen.
Het was oorspronkelijk de bedoeling dat elke luchtvaartmaatschappij een unieke IATA-airlinecode zou hebben.
Er zijn meerdere maatschappijen met dezelfde code, maar dat zijn dan steeds maatschappijen die in een verschillend deel van de wereld opereren. Bovendien hebben ze geen vluchtnummers gemeen.
De IATA-airlinecode vormt de eerste twee tekens van een vluchtnummer.

## A
- AA – American Airlines ( Verenigde Staten)
- AC – Air Canada ( Canada)
- AD – Air Paradise ( Indonesië)
- AD – Azul ( Brazilië)
- AE – Mandarin Airlines ( Taiwan)
- AF – Air France ( Frankrijk)
- AG – Aruba Airlines ( Aruba)
- AG – ASL Airlines Ireland ( Ierland)
- AH – Air Algérie ( Algerije)
- AI – Air India ( India)
- AK – AirAsia ( Maleisië)
- AL – TransAVIAexport Airlines ( Wit-Rusland)
- AM – Aeroméxico ( Mexico)
- AP – AlbaStar ( Spanje)
- AR – Aerolíneas Argentinas ( Argentinië)
- AS – Alaska Airlines ( Verenigde Staten)
- AT – Royal Air Maroc ( Marokko)
- AV – Avianca ( Colombia)
- AW – Africa World Airlines ( Ghana)
- AW – CHC Airways ( Nederland)
- AY – Finnair ( Finland)
- AZ – ITA Airways ( Italië)
- A2 – Animawings ( Roemenië)
- A3 – Aegean Airlines ( Griekenland)
- A5 – Air France Hop ( Frankrijk)
- A6 – Air Travel ( China)
- A8 – Aerolink Uganda ( Oeganda)
- A9 – Georgian Airways ( Georgië)

## B
- BA – British Airways ( Verenigd Koninkrijk)
- BB – Seaborne Airlines ( Verenigde Staten)
- BC – Skymark Airlines ( Japan)
- BF – Aero-Service ( Congo-Brazzaville)
- BG – Biman Bangladesh Airlines ( Bangladesh)
- BI – Royal Brunei Airlines ( Brunei)
- BJ – Nouvelair Tunesie ( Tunesië)
- BL – Pacific Airlines ( Vietnam)
- BO - Bluebird Cargo  IJsland
- BP – Air Botswana ( Botswana)
- BQ – Sky Alps ( Italië)
- BR – EVA Air ( Taiwan)
- BS – US-Bangla Airlines ( Bangladesh)
- BT – airBaltic ( Letland)
- BV – Blue Panorama Airlines ( Italië)
- BW – Caribbean Airlines ( Trinidad en Tobago)
- BX – Air Busan ( Zuid-Korea)
- BY – TUI Airways ( Verenigd Koninkrijk)
- BZ – Blue Dart Aviation ( India)
- BZ – Keystone Air Services ( Canada)
- B2 – Belavia ( Wit-Rusland)
- B3 - Bhutan Airlines ( Bhutan)
- B3 – Bellview Airlines ( Nigeria)
- B4 – BACH Flugbetriebsges ( Oostenrijk)
- B4 – Bankair ( Verenigde Staten)
- B6 – JetBlue Airways ( Verenigde Staten)
- B7 – Uni Air ( Taiwan)
- B8 – Eritrean Airlines ( Eritrea)
- B9 – Iran Airtour ( Iran)

## C
- CA – Air China ( China)
- CA – Air China ( China)
- CA – Dalian Airlines ( China)
- CC – Air Atlanta Icelandic ( IJsland)
- CC – Macair Airlines ( Australië)
- CD – Corendon Dutch Airlines ( Nederland)
- CE – Nationwide Airlines ( Zuid-Afrika)
- CF – City Airline ( Zweden)
- CG – PNG Air ( Papoea-Nieuw-Guinea)
- CH – Bemidji Airlines ( Verenigde Staten)
- CI – China Airlines ( Taiwan)
- CJ – BA CityFlyer ( Verenigd Koninkrijk)
- CK – China Cargo Airlines ( China)
- CL – Lufthansa CityLine ( Duitsland)
- CM – Copa Airlines ( Panama)
- CN – Westward Airways ( Verenigde Staten)
- CN – Islands Nationair ( Papoea-Nieuw-Guinea)
- CN – Westward Airways ( Verenigde Staten)
- CQ – Sunshine Express Airlines ( Australië)
- CS – Continental Micronesia ( Verenigde Staten)
- CU – Cubana de Aviación ( Cuba)
- CV – Air Chatams ( Nieuw-Zeeland)
- CV – Cargolux ( Luxemburg)
- CW – Air Marshall Islands ( Marshalleilanden)
- CX – Cathay Pacific ( China/ Hongkong)
- CY – Cyprus Airways ( Cyprus)
- CZ – China Southern Airlines ( China)
- C0 – Centralwings ( Polen)
- C3 – Trade Air ( Kroatië)
- C4 – Zimex Aviation ( Zwitserland)
- C5 – Commutair ( Verenigde Staten)
- C6 – CanJet Airlines ( Canada)
- C7 – Air Samarkand ( Oezbekistan)
- C7 – Rico Linhas Aereas ( Brazilië)
- C8 – Chicago Express Airlines ( Verenigde Staten)
- C9 – Cirrus Airlines ( Duitsland)

## D
- DA – Air Georgia ( Georgië)
- DB – Brit Air ( Frankrijk)
- DC – Golden Air ( Zweden)
- DD – Atlantic Coast Jet ( Verenigde Staten)
- DD – Conti-Flug ( Duitsland) 1987–1994
- DE – Prime Air ( Canada)
- DE – Condor ( Duitsland)
- DF – AeBal ( Spanje)
- DG – Custom Air Transport ( Verenigde Staten)
- DH – Atlantic Coast Airlines ( Verenigde Staten)
- DH – DHL Aviation ( België)
- DH – Independence Air ( Verenigde Staten)
- DI – Marabu ( Estland)
- DJ – Air Djibouti ( Djibouti)
- DJ – Maersk Air Cargo ( Denemarken)
- DK – Sunclass Airlines ( Denemarken)
- DL – Delta Air Lines ( Verenigde Staten)
- DM – Arajet ( Dominicaanse Republiek)
- DN – Dan Air ( Roemenië)
- DO – Sky High Aviation Services ( Dominicaanse Republiek)
- DP – Pobeda ( Rusland)
- DQ – Alexandria Airlines ( Egypte)
- DR – Hyeres Aero Service ( Frankrijk)
- DR – Ruili Airlines ( China)
- DS – easyJet Switzerland ( Zwitserland)
- DS – Air Senegal ( Senegal)
- DT – TAAG Angola Airlines ( Angola)
- DU – Hemus Air ( Bulgarije)
- DV – SCAT Airlines ( Kazachstan)
- DW – Aero Charter Oekraïne ( Oekraïne)
- DX – Danish Air transport ( Denemarken)
- DY – Norwegian Air Shuttle ( Noorwegen)
- DZ – Air Metro North ( Verenigde Staten)
- DZ – Air Tropical ( Frankrijk)
- D2 – Damania Airways ( India)
- D2 – Severstal ( Rusland)
- D3 – Daallo Airlines ( Djibouti)
- D4 – Alidaunia ( Italië)
- D5 – DHL Aero Expreso ( Panama)
- D5 – NEPC Airlines ( India)
- D6 – Inter Air ( Zuid-Afrika)
- D7 – Dinair Airlines ( Argentinië)
- D8 – Norwegian Air International ( Ierland)
- D8 – Djibouti Airlines ( Djibouti)
- D9 – Aeroflot-Don ( Rusland)
- D9 – Donavia ( Rusland)

## E
- EA – Eastern Air Lines ( Verenigde Staten) dienst gestaakt in 1991 en per sept. 2015 weer in gebruik genomen
- EA – European Air Express ( Duitsland)
- EB – Emery Worldwide Airlines ( Verenigde Staten)
- EC – Avialeasing Aviation ( Oezbekistan)
- EC – Heli-Inter ( Frankrijk)
- ED – Airblue ( Pakistan)
- ED – CCAir ( Verenigde Staten)
- EF – Far Eastern Air Transport ( Taiwan)
- EG – Japan Asia Airways ( Japan)
- EH – Air Nippon Network ( Japan)
- EH – SAETA ( Ecuador)
- EI – Aer Lingus ( Ierland)
- EJ – New England Airlines ( Verenigde Staten)
- EK – Emirates ( Verenigde Arabische Emiraten)
- EL – Air Nippon ( Japan)
- EM – AeroBenin ( Benin)
- EM – Empire Airlines ( Verenigde Staten)
- EM – Western Airlines ( Australië)
- EN – Air Dolomiti ( Italië)
- EO – Express One ( Verenigde Staten)
- EO – Hewa Bora Airways (Dem. Republiek Congo)
- EP – Iran Asemaan Airlines ( Iran)
- EQ – TAME - Transportes Aéreos Militares Ecuadorianos ( Ecuador)
- ER – Astar Air Cargo ( Verenigde Staten)
- ER – DHL Airways ( Verenigde Staten)
- ES – DHL Aviation ( Bahrein)
- ET – Ethiopian Airlines ( Ethiopië)
- EU – Ecuatoriana ( Ecuador)
- EV – Atlantic Southeast Airlines ( Verenigde Staten)
- EW – Eurowings ( Duitsland)
- EX – Air Santo Domingo ( Dominicaanse Republiek)
- EY – Eagle Air ( Oeganda)
- EY – Etihad Airways ( Verenigde Arabische Emiraten)
- EZ – Evergreen International Airlines ( Verenigde Staten)
- EZ – Sun Air of Scandinavia ( Zweden)
- EZS- easyJet Switzerland ( Verenigd Koninkrijk)
- EZY- easyJet ( Verenigd Koninkrijk)
- E2 – Edelweiss Holdings ( Zwitserland)
- E2 – Rio Grande Air ( Verenigde Staten)
- E3 – Domodedovo Airlines ( Rusland)
- E4 – Aero Asia ( Pakistan)
- E5 – Samara Airlines ( Rusland)
- E6 – Aviaekspresskruiz ( Rusland)
- E7 – Estafeta Carga Aerea ( Mexico)
- E7 – European Air Charter ( Verenigd Koninkrijk)
- E8 – Alpi Eagles ( Italië)
- E9 – AJT Air International ( Rusland)
- E9 – Boston Maine Airways ( Verenigde Staten)

## F
- FA – Safair ( Zuid-Afrika)
- FB – Bulgaria Air ( Bulgarije)
- FB – Fine Air ( Verenigde Staten)
- FC – Falcon Airlines Cargo Airlines ( Verenigde Arabische Emiraten)
- FC – Tempelhof Express ( Duitsland)
- FD – Thai Air Asia ( Thailand)
- FD – Cityflyer Express ( Verenigd Koninkrijk)
- FE – Royal Khmer Airlines ( Cambodja)
- FF – ACL Airshop b.v. ( Nederland  Verenigde Staten)
- FG – Ariana Afghan Airlines ( Afghanistan)
- FH – Futura ( Spanje)
- FI – Icelandair ( IJsland)
- FJ – Fiji Airways ( Fiji)
- FJ – Fiji Link ( Fiji)
- FK – Keewatin Air ( Canada)
- FL – AirTran ( Verenigde Staten)
- FM – Shanghai Airlines ( China)
- FN – Regional Air Lines ( Marokko)
- FO – Cedar Airlines ( Faeröer)
- FP – TAG Aviation ( Zwitserland)
- FQ – Air Aruba ( Aruba) dienst gestaakt
- FR – Centra South ( Rusland)
- FR – Ryanair ( Ierland)
- FS – Mission Aviation Fellowship ( Australië)
- FS – STAF ( Argentinië)
- FT – Siem Reap Airways ( Cambodja)
- FU – Air Littoral ( Frankrijk)
- FV – Rossiya Russian Airlines ( Rusland)
- FW – FAIR ( Japan)
- FX – FedEx Express ( Verenigde Staten)
- FY – Broome Aviation ( Australië)
- FZ – Air Facilities ( Australië)
- F2 – Falcon Air Express ( Verenigde Staten)
- F4 – Eureca ( Italië)
- F5 – Cosmic Air (   Nepal)
- F6 – CNAC-Zhejiang Airlines ( China)
- F7 – Darwin Airline ( Zwitserland)
- F9 – Frontier Airlines ( Verenigde Staten)

## G
- GA - Garuda Indonesia ( Indonesië)
- GB - Airborne Express ( Verenigde Staten)
- GC - Gambia International Airlines ( Gambia)
- GD - Fly Marrakech ( Marokko)
- GE – TransAsia Airways ( Taiwan)
- GF – Gulf Air ( Bahrein)
- GG – Air Guyane ( Frans-Guyana)
- GH – Ghana Airways ( Ghana)
- GJ – Eurofly ( Italië)
- GL - Air Greenland ( Denemarken)
- GM – Air Slovakia ( Slowakije)
- GN – Air Gabon ( Gabon)
- GO – Go Fly Ltd. ( Verenigd Koninkrijk)
- GP – Gestair Executive Jet ( Spanje)
- GQ – Big Sky Airlines ( Verenigde Staten)
- GR - Aurigny Air Services ( Verenigd Koninkrijk)
- GR – Gemini Air Cargo ( Verenigde Staten)
- GS – Airfoyle ( Verenigd Koninkrijk)
- GS – Grant Aviation ( Verenigde Staten)
- GT – GB Airways ( Verenigd Koninkrijk)
- GU – Aviateca Guatemala ( Guatemala)
- GV – Aero Flight ( Duitsland)
- GW - Cuban Airlines ( Rusland)
- GX – Pacificair ( Filipijnen)
- GY - Guyana Air 2000 ( Guyana)
- GZ - Air Rarotonga ( Nieuw-Zeeland)
- G2 – Avirex ( Gabon)
- G3 - Gol Transportes Aéreos ( Brazilië)
- G4 – Air Guizhou ( China)
- G4 - Allegiant Air ( Verenigde Staten)
- G5 – China Express Airlines ( China)
- G6 – Guine Bissau Airlines ( Guinee-Bissau)
- G7 – Gandalf Airlines ( Italië)
- G8 – Go First ( India)
- G9 - Air Arabia ( Verenigde Arabische Emiraten)

## H
- HA – Hawaiian Airlines ( Verenigde Staten)
- HB – Harbor Airlines ( Verenigde Staten)
- HC – Air Senegal ( Senegal)
- HD – Hokkaido International Airlines ( Japan)
- HE – LGW Luftfahrtgesellschaft Walter ( Duitsland)
- HF – Hapagfly ( Duitsland)
- HG – Haïti International Airlines ( Haïti)
- HG – Niki ( Oostenrijk)
- HH – Qanot Sharq ( Oezbekistan)
- HI – Papillon Crand Canyon ( Verenigde Staten)
- HJ – Asian Express Airlines ( Australië)
- HJ – Swedeways ( Zweden)
- HK – Four Star Aviation ( Verenigde Staten)
- HK – Hamburg Airways ( Duitsland)
- HK – Skippers Aviation ( Australië)
- HM – Air Seychelles ( Seychellen)
- HN – Proteus Helicopters ( Frankrijk)
- HO – Antinea Airlines ( Algerije)
- HO – Juneyaoair ( China)
- HP – America West Airlines ( Verenigde Staten)
- HQ – Thomas Cook Belgium ( België)
- HR – Hahn Air ( Duitsland)
- HR – Südwestflug ( Duitsland)
- HT – Royal Airways ( India)
- HU – Hainan Airlines ( China)
- HV – Transavia ( Nederland)
- HW – North Wright Airways ( Canada)
- HX – Trans North Aviation ( Verenigde Staten)
- HY – Uzbekistan Airways ( Oezbekistan)
- HZ – Aurora ( Rusland)
- H2 – Sky Airline ( Chili)
- H3 – Harbour Air Seaplanes ( Canada)
- H4 – HiSky ( Roemenië)
- H5 – Mavial / Magadan Airlines ( Rusland)
- H6 – Chelyabinsk Air Enterprise ( Rusland)
- H6 – Hageland Aviation Service ( Verenigde Staten)
- H7 – HiSky ( Moldavië)
- H7 – Eagle Air ( Oeganda)
- H8 – Sky Airline Perú ( Peru)
- H9 – Himalaya Airlines (   Nepal)

## I
- IA – Iraqi Airways ( Irak)
- IB – Iberia ( Spanje)
- IC – Indian Airlines ( India)
- ID – Air Normandie ( Frankrijk)
- IE – Solomons ( Salomonseilanden)
- IF – Italy First ( Italië)
- IG – Meridiana ( Italië)
- IH – Falcon Air ( Zweden)
- IJ – Air Liberté ( Frankrijk)
- IJ – Great Wall Airlines ( China)
- IK – Imair ( Azerbeidzjan)
- IL – Istanbul Airlines ( Turkije)
- IM – Intensive Air ( Zuid-Afrika)
- IN – MAT Macedonian Airlines ( Noord-Macedonië)
- INX- Inter Airlines ( Turkije)
- IP – Atyrau Air Ways ( Kazachstan)
- IQ – Augsburg Airways ( Duitsland)
- IR – Iran Air ( Iran)
- IS – AIS Airlines ( Nederland)
- IT – Kingfisher Airlines ( India)
- IV – Windjet Airlines ( Italië)
- IW – AOM French Airlines ( Frankrijk)
- IX - Air India Express ( India)
- IY – Yemenia ( Jemen)
- IY – Yemen Airways ( Jemen)
- IZ – Arkia Israeli Airlines ( Israël)
- I9 – Air Italy ( Italië)

## J
- JA – JetSmart ( Chili)
- JB – Helijet International ( Canada)
- JC – Japan Air Commuter ( Japan)
- JD – Beijing Capital Airlines ( China)
- JE – Manx Airlines ( Verenigd Koninkrijk)
- JF – Jetairfly ( België) - naamswijziging
- JF – LAB Flying Service ( Verenigde Staten)
- JH – Harlequin Air ( Japan)
- JI – Midway Airlines ( Verenigde Staten)
- JJ – LATAM Brasil ( Brazilië)
- JK – Spanair ( Spanje)
- JL – Japan Airlines ( Japan)
- JM – Air Jamaica ( Jamaica)
- JM – Jambojet ( Kenia)
- JO – JALways ( Japan)
- JP – Adria Airways ( Slovenië)
- JQ – Air Jamaica Express ( Jamaica)
- JQ – Jetstar Airways ( Australië)
- JR – Aero California ( Mexico)
- JS – Air Koryo ( Noord-Korea)
- JT – Lion Air ( Indonesië)
- JT – Transair ( Australië)
- JU – JAT – Yugoslav Airlines ( Servië/ Montenegro)
- JV – Bearskin Airlines ( Canada)
- JX – Nice Helicopters ( Frankrijk)
- JY – British European ( Verenigd Koninkrijk)
- JZ – JetSmart Perú ( Peru)
- J2 – Azerbaijan Airlines ( Azerbeidzjan)
- J3 – Northwestern Air ( Canada)
- J4 – Buffalo Airways ( Canada)
- J6 – JetSmart Colombia ( Colombia)
- J7 – Centre-Avia ( Rusland)
- J7 – ValuJet ( Verenigde Staten) nu AirTran
- J8 – Berjaya Air ( Maleisië)

## K
- KA – Cathay Dragon ( China/ Hongkong)
- KB – Druk Air ( Bhutan)
- KC – Air Astana ( Kazachstan)
- KD – Kendell Airlines ( Australië)
- KD – KD Avia ( Verenigd Koninkrijk)
- KE – Korean Air ( Zuid-Korea)
- KF – Air Botnia ( Finland)
- KF – Blue 1 ( Finland)
- KF – Air Belgium ( België)
- KG – LAI ( Venezuela)
- KI – Air Atlantique ( Verenigd Koninkrijk)
- KJ – British Mediterranean Airways ( Verenigd Koninkrijk)
- KK – LEAV Aviation ( Duitsland)
- KL – KLM - Royal Dutch Airlines ( Nederland)
- KM – KM Malta Airlines ( Malta)
- KN – Maroomba Airlines ( Australië)
- KO – Alaska Central Express ( Verenigde Staten)
- KQ – Kenya Airways ( Kenia)
- KR – Kitty Hawk Air Cargo ( Verenigde Staten)
- KS – Penair ( Verenigde Staten)
- KT – Kampuchae Airlines ( Cambodja)
- KU – Kuwait Airways (Kuwait)
- KV – KMV / Kavminvodyavia ( Rusland)
- KW – Kelowna Flightcraft ( Canada)
- KW – KAS Air Company ( Kirgizië)
- KX – Cayman Airways ( Kaaimaneilanden)
- KY – Air Sao Tomé & Principe ( Sao Tomé en Principe)
- KZ – Nippon Cargo Airlines ( Japan)
- K2 – Eurolot ( Polen)
- K4 – Kalitta Air ( Verenigde Staten)
- K5 – Wings of Alaska ( Verenigde Staten)
- K6 – Khalifa Airways ( Algerije)
- K7 – Sakhaavia ( Rusland)
- K8 – Zambia Skyways ( Zambia)
- K9 – Krylo Aviakompania ( Rusland)
- K9 – Skyward Aviation ( Canada)

## L
- LA – LATAM Chile ( Chili)
- LB – Bul Air ( Bulgarije)
- LC – ECAir ( Congo-Brazzaville)
- LD – Air Hong Kong ( Hongkong)
- LE – St Barth Executive ( Saint-Barthélemy)
- LF – Contour Airlines ( Verenigde Staten)
- LG – Luxair ( Luxemburg)
- LH – Lufthansa ( Duitsland)
- LH – Lufthansa Cargo ( Duitsland)
- LI – LIAT ( Antigua en Barbuda) - diensten gestaakt: mogelijke doorstart
- LJ – Jin Air ( Zuid-Korea)
- LK – Lao Skyway ( Cambodja)
- LL – Miami Air International ( Verenigde Staten) - diensten gestaakt: mogelijke doorstart
- LM – Loganair ( Verenigd Koninkrijk)
- LN – Libyan Airlines ( Libië)
- LO – LOT Polish Airlines ( Polen)
- LP – LATAM Peru ( Peru)
- LQ – Lebanese Air Transport ( Libanon)
- LR – Avianca Costa Rica ( Costa Rica)
- LS – Jet2.com ( Verenigd Koninkrijk)
- LT – LJ Air ( China)
- LU – LATAM Express ( Chili)
- LV – LEVEL ( Spanje)
- LW – Lauda Europe ( Malta)
- LX – SWISS ( Zwitserland)
- LY – El Al ( Israël)
- LZ – Air Link ( Australië)
- L1 – Searcharter ( Verenigd Koninkrijk)
- L2 – Lynden Air Cargo ( Verenigde Staten)
- L3 – DHL de Guatemala ( Guatemala)
- L5 – RED Air ( Dominicaanse Republiek)
- L5 – Lufttransport ( Noorwegen)
- L6 – Mauritania Airlines ( Mauritanië)
- L7 – LATAM Cargo Colombia ( Colombia)
- L8 – Lulutai Airlines ( Tonga)
- L9 – Lumiwings ( Griekenland)

## M
- MA – Malév ( Hongarije)
- MB – Execaire ( Canada)
- MB – MNG Airlines ( Turkije)
- MC - MJ Airlines ( België) (Toekomst)
- MD – Air Madagascar ( Madagaskar)
- ME – Middle East Airlines ( Libanon)
- MF – Xiamen Airlines ( China)
- MG – Champion Air ( Verenigde Staten)
- MH – Malaysia Airlines ( Maleisië)
- MI – Silkair ( Singapore)
- MJ – LAPA ( Argentinië)
- MK – Air Mauritius ( Mauritius)
- MKA – MK Airlines
- ML – Olympic Aviation ( Griekenland)
- MM – Euroatlantic Airways ( Portugal)
- MM – SAM ( Colombia)
- MN – Comair ( Zuid-Afrika)
- MO – Amiri Flight ( Verenigde Arabische Emiraten)
- MP – Martinair Holland ( Nederland)
- MR – Air Mauritanie ( Mauritanië)
- MS – Egypt Air ( Egypte)
- MT – Thomas Cook Airlines UK ( Verenigd Koninkrijk)
- MU – China Eastern Airlines ( China)
- MV – Manas Air ( Kirgizië)
- MW – Maya Island Air ( Belize)
- MX – Mexicana De Aviación ( Mexico)
- MY – MASwings ( Maleisië)
- MY – Midwest Airlines ( Egypte)
- MZ – Merpati Nusantara Airlines ( Indonesië)
- M2 – Mahfooz Aviation ( Gambia)
- M4 – Avioimpex ( Noord-Macedonië)
- M5 – Kenmore Air ( Verenigde Staten)
- M6 – Amerijet International ( Verenigde Staten)
- M7 – Mas Air ( Mexico)
- M8 – Med Airlines ( Italië)
- M9 – Motor Sich ( Oekraïne)

## N
- NA – North American Airlines ( Verenigde Staten)
- NB – Berniq Airways ( Libië)
- NC – National Jet Systems ( Australië)
- NC – Northern Air Cargo ( Verenigde Staten)
- ND – Airlink ( Papoea-Nieuw-Guinea)
- NE – SkyEurope ( Slowakije)
- NF – Air Vanuatu ( Vanuatu)
- NG – Lauda Air ( Oostenrijk)
- NH – All Nippon Airways ( Japan)
- NI – Portugalia ( Portugal)
- NJ – Vanguard Airlines ( Verenigde Staten)
- NK – Spirit Airlines ( Verenigde Staten)
- NL – Shaheen Air International ( Pakistan)
- NM – Air Moana ( Frans-Polynesië)
- NN – VIM Airlines ( Rusland)
- NP – Heavylift Cargo Airlines ( Verenigd Koninkrijk)
- NP – Skytrans ( Australië)
- NQ – Air Japan ( Japan)
- NR – Manta Air ( Malediven)
- NS – Hebei Airlines ( China)
- NT – Binter Canarias ( Spanje)
- NU – Aerocontractors ( Nigeria)
- NU – Japan Transocean Air ( Japan)
- NV – Nakanihon ( Japan)
- NV – Northern Executive Aviation ( Verenigd Koninkrijk)
- NW – Northwest Airlines / Northwest Orient Airlines ( Verenigde Staten)
- NX – Air Macau ( Macau)
- NY – Flugfelag Islands ( IJsland)
- NZ – Air New Zealand ( Nieuw-Zeeland)
- N2 – Aerolineas Internacionales ( Mexico)
- N3 – Volaris El Salvador ( El Salvador)
- N6 – Aerocontinente ( Peru)
- N7 – Nordic Regional Airlines ( Finland)
- N8 – National Airlines ( Verenigde Staten)
- N9 – Shree Airlines (   Nepal)

## O
- OA – Olympic Air ( Griekenland)
- OB – Boliviana de Aviación ( Bolivia)
- OC – Omni Aviation ( Portugal)
- OC – Oriental Air Bridge ( Japan)
- OD – Batik Air Malaysia ( Maleisië)
- OG – Play ( IJsland)
- OH – PSA Airlines ( Verenigde Staten)
- OI – Hinterland Aviation ( Australië)
- OJ – NyxAir ( Estland)
- OK – CSA Czech Airlines ( Tsjechië)
- OL – Samoa Airways ( Samoa)
- OM – MIAT Mongolian Airlines ( Mongolië)
- ON – Air Nauru ( Nauru)
- OO – Skywest Airlines ( Verenigde Staten)
- OP – Chalk’s Ocean Airways ( Verenigde Staten)
- OQ – Chongqing Airlines ( China)
- OR – TUIfly (Netherlands) ( Nederland)
- OS – Austrian Airlines ( Oostenrijk)
- OU – Croatia Airlines ( Kroatië)
- OV – SalamAir ( Oman)
- OW – Skyward Express ( Kenia)
- OX – Orient Thai Airways ( Thailand)
- OY – Omni Air International ( Verenigde Staten)
- OZ – Asiana Airlines ( Zuid-Korea)
- O3 – SF Airlines ( China)
- O4 – Andes Líneas Aéreas ( Argentinië)
- O8 – Marathon Airlines ( Griekenland)

## P
- PA – Pan American World Airways ( Verenigde Staten) dienst gestaakt in 1991
- PB – Punjab Air ( Pakistan)
- PC – Air Fiji ( Fiji)
- PC – Continental Airways ( Rusland)
- PC – Pegasus Airlines ( Turkije)
- PD – Porter Airlines ( Canada)
- PE – People's Viennaline ( Oostenrijk)
- PF – AirSial ( Pakistan)
- PG – Bangkok Airways ( Thailand)
- PH – Polynesian Airlines ( Samoa)
- PI – Polar Airlines ( Rusland)
- PJ – Air Saint-Pierre ( Saint-Pierre en Miquelon)
- PK – Pakistan International Airlines ( Pakistan)
- PM – Canaryfly ( Spanje)
- PN – Panamair ( Panama)
- PO – Polar Air Cargo ( Verenigde Staten)
- PP – Jet Aviation Business Jets ( Zwitserland)
- PQ – SkyUp Airlines ( Oekraïne)
- PR – Philippine Airlines ( Filipijnen)
- PS – Ukraine International Airlines ( Oekraïne)
- PT – Capital Cargo International ( Verenigde Staten)
- PT – West Air Sweden ( Zweden)
- PU – PLUNA ( Uruguay)
- PV – ASL Airlines Spain ( Spanje)
- PV – St Barth Commuter ( Frankrijk)
- PW – Precision Air ( Tanzania)
- PX – Air Niugini ( Papoea-Nieuw-Guinea)
- PY – Surinaamse Luchtvaart Maatschappij ( Suriname)
- PZ – LATAM Paraguay ( Paraguay)
- PO – Proflight Zambia  Zambia
- P2 – Airkenya Express ( Kenia)
- P3 – Porter Airlines ( Canada)
- P4 – Air Peace ( Nigeria)
- P5 – AeroRepública ( Colombia)
- P6 – Privilege Style ( Spanje)
- P7 – Supernova Airlines ( Oekraïne)
- P8 – Pantanal Linhas Aéreas ( Brazilië)
- P9 – Perm Airlines ( Rusland)

## Q
- QA – Queen Bilqis Airways ( Jemen)
- QB – Qeshm Air ( Iran)
- QC – Aviation Québec Labrador ( Canada)
- QE – Crossair Europe ( Frankrijk)
- QF – Qantas ( Australië)
- QG – Citilink ( Indonesië)
- QG – Dynamic Airlines ( Nederland)
- QI – Ibom Air ( Nigeria)
- QJ – Latpass Airlines ( Letland)
- QL – LASER Airlines ( Venezuela)
- QM – Air Malawi ( Malawi)
- QO – Aeromexpress ( Mexico)
- QO – Quikjet Cargo ( India)
- QP – Akasa Air ( India)
- QP – Regional Air ( Kenia)
- QQ – Alliance Airlines ( Australië)
- QR – Qatar Airways ( Qatar)
- QS – Smartwings ( Tsjechië)
- QT – Regional Air ( Papoea-Nieuw-Guinea)
- QT – Avianca Cargo ( Colombia)
- QV – Lao Airlines ( Laos)
- QW – Qingdao Airlines ( China)
- QX – Horizon Air ( Verenigde Staten)
- Q2 – Island Aviation Service ( Malediven)
- Q3 – Anguilla Air Services ( Anguilla)
- Q5 – 40 Mile Air ( Verenigde Staten)
- Q6 – Volaris Costa Rica ( Costa Rica)
- Q7 – Sobelair ( België)
- Q8 – Interbrasil Star ( Brazilië)
- Q9 – Minerva Airlines ( Italië)

## R
- RA – Royal Nepal Airlines (   Nepal)
- RB – Syrian Air ( Syrië)
- RC – Atlantic Airways ( Faeröer)
- RE – Aer Arann Express ( Ierland)
- RF – Florida West International ( Verenigde Staten)
- RG – VARIG ( Brazilië)
- RH – Regionnair ( Canada)
- RI – Air Mandala ( Indonesië)
- RJ – Royal Jordanian / Alia ( Jordanië)
- RK – Air Afrique (Westafrika)
- RL – Royal Phnom Penh Airways ( Cambodja)
- RM – Air Moldova International ( Moldavië)
- RN – Air Horizons ( Frankrijk)
- RO – TAROM ( Roemenië)
- RP – Chautauqua Airlines ( Verenigde Staten)
- RQ – swisswings ( Zwitserland)
- RQ – Kam Air ( Afghanistan)
- RR – Royal Air Force ( Verenigd Koninkrijk)
- RS – Oman Royal Flight ( Oman)
- RT – Airlines of South Australia ( Australië)
- RU – AirBridgeCargo ( Rusland)
- RV – Reeve Aleutian Airways ( Verenigde Staten)
- RW – RAS / Rhainland Air Service ( Duitsland)
- RY – Euro Exec Express ( Zweden)
- RZ – SANSA ( Costa Rica)
- R2 – Orenburg Airlines ( Rusland)
- R3 – Armenian Airlines ( Armenië)
- R4 – Russia State Transport Company ( Rusland)
- R5 – Malta Air Charter ( Malta)
- R6 – Air Srpska ( Bosnië en Herzegovina)
- R7 – ASERCA Airlines ( Venezuela)
- R9 – Village Aviation ( Verenigde Staten)

## S
- SA – South African Airways ( Zuid-Afrika)
- SB – Aircalin ( Nieuw-Caledonië)
- SC – Shandong Airlines ( China)
- SD – Sudan Airways ( Soedan)
- SE – European Cargo ( Verenigd Koninkrijk)
- SG – spiceJet ( India)
- SH – Sharp Airlines ( Australië)
- SI – Blue Islands ( Guernsey)
- SK – SAS Scandinavian Airlines (Scandinavië)
- SL – Thai Lion ( Thailand)
- SM – Air Cairo ( Egypte)
- SN – Brussels Airlines ( België)
- SO – Superior Aviation ( Verenigde Staten)
- SP – SATA Air Açores ( Portugal)
- SQ – Singapore Airlines ( Singapore)
- SR – Sundair ( Duitsland)
- SS – Corsair International ( Frankrijk)
- ST – Air Thanlwin ( Myanmar)
- SU – Aeroflot ( Rusland)
- SV – Saudia ( Saoedi-Arabië)
- SW – Air Namibia ( Namibië)
- SY – Sun Country Airlines ( Verenigde Staten)
- SZ – China Southern Airlines ( China)
- S2 – Air Sahara ( India)
- S3 – Santa Barbara Airlines ( Venezuela)
- S4 – Sata International ( Portugal)
- S5 – Shuttle America ( Verenigde Staten)
- S7 – Sibir Airlines ( Rusland)
- S8 – Elk Airways ( Estland)
- S9 – Transjet Airways ( Zweden)

## T
- TA – Avianca El Salvador ( El Salvador)
- TB – TUI fly Belgium ( België)
- TC – Air Tanzania ( Tanzania)
- TE – Lithuanian Airlines ( Litouwen)
- TG – Thai Airways International ( Thailand)
- TH – British Regional Airlines ( Verenigd Koninkrijk)
- TH – Transmile Air Services ( Maleisië)
- TI – Tolair ( Verenigde Staten)
- TJ – TANS ( Peru)
- TK – Turkish Airlines ( Turkije)
- TL – Airnorth Regional ( Australië)
- TL – Chartair ( Australië)
- TL – Trans Mediterranean Airways / TMA Cargo ( Libanon)
- TM – LAM ( Mozambique)
- TN – Air Tahiti Nui ( Frans-Polynesië)
- TO – Transavia France ( Frankrijk)
- TP – TAP Air Portugal ( Portugal)
- TQ – Tandem-Aero ( Moldavië)
- TR – Scoot ( Singapore)
- TS – Air Transat ( Canada)
- TT – Air Lithuania ( Litouwen)
- TU – Tunisair ( Tunesië)
- TV – Virgin Express ( België)
- TW – Trans World Airlines ( Verenigde Staten) dienst gestaakt
- TX – Air Caraïbes ( Frankrijk)
- TY – Air Calédonie ( Frankrijk)
- TY – Iberworld ( Spanje)
- TZ – American Trans Air ( Verenigde Staten)
- T3 – Eastern Airways ( Verenigd Koninkrijk)
- T4 – Hellas Jet ( Griekenland)
- T4 – Transeast Airlines ( Letland)
- T5 – Turkmenistan Airlines ( Turkmenistan)
- T6 – Tavria ( Oekraïne)
- T7 – Twin Jet ( Frankrijk)
- T9 – Transmeridian Airlines ( Verenigde Staten)
- T9 – V-Air ( Zweden)

## U
- UA – United Airlines ( Verenigde Staten)
- UB – Myanma Airways ( Myanmar)
- UC – Ladeco ( Chili) overgenomen door LAN Chili, nu LANExpress
- UD – Hex'Air ( Frankrijk)
- UF – UM Air ( Oekraïne)
- UG – Tuninter ( Tunesië)
- UI – Alaska Seaplane Service (Alaska)
- UI – Eurocypria Airlines ( Cyprus)
- UK – Vistara ( India)
- UL – SriLankan Airlines ( Sri Lanka)
- UM – Air Zimbabwe ( Zimbabwe)
- UO – (Hong Kong Express) ( Hongkong)
- UN – Transaero Airlines ( Rusland)
- UP – Bahamasair ( Bahama's)
- UQ – O'Connor Airlines ( Australië)
- UR – Ukraine International Airlines ( Oekraïne)
- US – Allegheny Airlines ( Verenigde Staten)
- US – Piedmont Airlines ( Verenigde Staten)
- US – Silk Avia ( Oezbekistan)
- UT – UTair ( Rusland)
- UU – Air Austral ( Frankrijk)
- UV – Helisureste ( Spanje)
- UX – Air Europa ( Spanje)
- UY – Cameroon Airlines ( Kameroen)
- UZ – Tesis ( Rusland)
- U2 – easyJet ( Verenigd Koninkrijk)→ ICAO: EZY
- U5 – IBA International Business Airlines ( Zweden)
- U5 – USA 3000 Airlines ( Verenigde Staten)
- U6 – Ural Airlines ( Rusland)
- U7 – USA Jet Airlines ( Verenigde Staten)
- U8 – Armavia ( Armenië)
- U8 – Austrian Airtransport ( Oostenrijk)
- U9 – Tatarstan Air ( Rusland)

## V
- VA – Virgin Australia ( Australië)
- VB – Maersk Air ( Denemarken)
- VC – Servivensa ( Venezuela)
- VD – Air Liberté ( Frankrijk)
- VE – Avensa ( Venezuela)
- VF – British World Airlines ( Verenigd Koninkrijk)
- VF – AJet ( Turkije)
- VF – Nevis Express ( Saint Kitts en Nevis)
- VG – VLM Airlines ( België)
- VH – Linea Aeropostal Venezolana / Alas de Venezuela ( Venezuela)
- VI – Vieques Air Link ( Verenigde Staten)
- VI – Volga Dnepr Airlines ( Oekraïne)
- VJ – Royal Air Cambodge ( Cambodja)
- VL – North Vancouver Airlines ( Canada)
- VL – Air VIA ( Bulgarije)
- VM – Régional ( Frankrijk)
- VN – Vietnam Airlines (Vietnam)
- VO – Tyrolean Airways ( Oostenrijk)
- VP – VASP ( Brazilië)
- VQ – Impulse Airlines ( Australië)
- VR – TACV Cabo Verde Airlines ( Kaapverdië)
- VS – Virgin Atlantic ( Verenigd Koninkrijk)
- VT – Air Tahiti ( Frans-Polynesië)
- VV – Aerosvit Airlines ( Oekraïne)
- VW – Aeromar Airlines ( Mexico)
- VX – ACES( Colombia) dienst gestaakt in 2003
- VY – Vueling Airlines ( Spanje)
- VZ – Thai VietJet Air ( Thailand)
- V2 – Avialeasing ( Oezbekistan)
- V3 – Carpatair ( Roemenië)
- V4 – South Airlines ( Oekraïne)
- V4 – Venescar Internacional ( Venezuela)
- V7 – Volotea ( Spanje)
- V8 – Atran ( Rusland)
- V8 – TAPSA ( Argentinië)
- V9 – BAL Bashkiri Avialinii ( Rusland)

## W
- WA – KLM Cityhopper ( Nederland) dochteronderneming van KLM
- WC – Avianca Honduras ( Honduras)
- WD – DAS Air Cargo ( Oeganda)
- WE – Challenge Air Cargo ( Verenigde Staten)
- WE – Rheintalflug ( Oostenrijk)
- WF – Widerøe ( Noorwegen)
- WG – Sunwing Airlines ( Canada)
- WH – China Northwest Airlines ( China) (hoort inmiddels bij China Eastern: China Eastern Xi Bei Airlines)
- WI – Tradewinds Airlines ( Verenigde Staten)
- WJ – JetSmart Argentina ( Argentinië)
- WK – Edelweiss Air ( Zwitserland)
- WL – World Atlantic Airlines ( Verenigde Staten)
- WM – Winair ( Sint Maarten)
- WN – Southwest Airlines ( Verenigde Staten)
- WO – World Airways ( Verenigde Staten)
- WP – Wasaya Airways ( Verenigde Staten)
- WQ – Romavia ( Roemenië)
- WR – Royal Tongan Airlines ( Tonga)
- WS – Westjet Airlines ( Canada)
- WT – Nigeria Airways ( Nigeria)
- WW – Bmibaby ( Verenigd Koninkrijk)
- WW – WOW air ( IJsland)
- WX – CityJet ( Ierland)
- WY – Oman Air ( Oman)
- WZ – Acvila Air ( Roemenië)
- W2 – Flexflight ( Denemarken)
- W4 – Aero Services Executive ( Frankrijk)
- W4 – M&N Aviation ( Verenigde Staten)
- W5 – Mahan Air ( Iran)
- W6 – Wizz Air ( Hongarije)
- W7 – Sayakhat ( Oezbekistan)
- W8 – Winnport Air Cargo ( Canada)
- W9 – Air Bagan ( Myanmar)

## X
- XC – KD Air ( Canada)
- XB – Arabic Airways ( Verenigde Arabische Emiraten)
- XC – Corendon Airlines ( Turkije)
- XE – ExpressJet Airlines ( Verenigde Staten)
- XF – Vladivostok Avia ( Rusland)
- XJ – Mesaba Airlines ( Verenigde Staten)
- XK – CCM Airlines ( Frankrijk)
- XL – Country Connection Airlines ( Australië)
- XM – Alitalia Express ( Italië)
- XM – Australian Air Express ( Australië)
- XM – Zimex Aviation ( Zwitserland)
- XN – Axon Airlines ( Griekenland)
- XO – China Xinjiang Airlines ( China)
- XO – LTE International ( Spanje) tegenwoordig Volar Airlines
- XQ – SunExpress ( Turkije)
- XT – Air Exel / KLM exel ( Nederland)
- XW – China Xinhua Airlines ( China)
- X3 – Baikal Airlines ( Rusland)
- X3 – HLX.com ( Duitsland)
- X5 – Afrique Airlines ( Frankrijk)
- X5 – Cronus Airlines ( Griekenland)
- X7 – Challenge Airlines ( België) voormalig ACE Belgium
- X7 – Chitaavia ( Rusland) wordt herzien
- X7 – Air Service ( Gabon)
- X9 – Avion Express ( Litouwen)

## Y
- YA – Yeti Airlines (   Nepal)
- YB – South African Express ( Zuid-Afrika)
- YC – Flight West Airlines ( Australië)
- YD – Gomelavia ( Wit-Rusland)
- YH – West Caribbean Airways ( Colombia)
- YI – Air Sunshine ( Verenigde Staten)
- YJ – National Airlines ( Zuid-Afrika)
- YK – KTHY Kibris Türk Hava Yollari ( Turkije/Noord-Cyprus)
- YL – Executive Airlines ( Verenigde Staten)
- YL – Yamal Airlines ( Rusland)
- YM – Montenegro Airlines ( Servië/Montenegro)
- YN – Air Creebec ( Canada)
- YO – Heli Air Monaco ( Monaco)
- YP – Aero Lloyd ( Duitsland) dienst gestaakt in 2003
- YQ – Helikopterservice Euro Air ( Zweden)
- YR – Scenic Airlines ( Verenigde Staten)
- YS – Regional ( Frankrijk)
- YT – Air Togo ( Togo)
- YV – Mesa Airlines ( Verenigde Staten)
- YW – Air Nostrum ( Spanje)
- YX – Midwest Airlines / Midwest Express Airlines ( Verenigde Staten)
- Y2 – Alliance Express ( Rwanda)
- Y3 – Passaredo ( Brazilië)
- Y4 – Volaris ( Mexico)

- Y6 – Europe Elite ( Verenigd Koninkrijk)
- Y8 – Yangtze River Express ( China)

## Z
- ZA – Astair ( Rusland)
- ZB – Monarch Airlines ( Verenigd Koninkrijk)
- ZH – Shenzhen Airlines ( China)
- ZI – Aigle Azur ( Frankrijk)
- ZK – Great Lakes Airlines ( Verenigde Staten)
- ZL – Affretair ( Zimbabwe)
- ZL – Hazelton Airlines ( Australië)
- ZL – Regional Express ( Australië)
- ZN – Zambian Airways ( Zambia)
- ZO – Ozark Airlines ( Verenigde Staten)
- ZP – Air St. Thomas ( Verenigde Staten)
- ZQ – Qantas New Zealand ( Nieuw-Zeeland)
- ZR – Muk Air ( Denemarken)
- ZS – AZZURRAair ( Italië) dienst gestaakt
- ZT – Air Zambezi ( Zimbabwe)
- ZU – Helios Airways ( Griekenland)
- ZV – Air Midwest ( Verenigde Staten)
- ZW – Air Wisconsin ( Verenigde Staten)
- ZY – ADA Air ( Albanië)
- Z2 – Styrian Spirit ( Oostenrijk)
- Z3 – Pro Mech Airlines ( Verenigde Staten)
- Z5 – GMG Airlines ( Bangladesh)
- Z6 – Dniproavia ( Oekraïne)
- Z8 – Pulkovo Aviation Enterprise ( Rusland) nu FV

## 0
- 0D – Darwin Airline ( Zwitserland)
- 0J – Strike Aviation ( Duitsland)
- 0K – Aircompany Kokshetau ( Kazachstan)
- 0W – West Caribbean ( Costa Rica)

## 1
- 1A – Amadeus Global Travel Distribution ( Spanje)
- 1B – Abacus International ( Singapore)
- 1C – EDS Information Business ( Zwitserland)
- 1D – Radixx Solutions International ( Verenigde Staten)
- 1E – Travelsky Technology ( China)
- 1F – INFINI Travel Information ( Japan)
- 1G – Galileo International ( Verenigde Staten)
- 1H – Siren-Travel ( Rusland)
- 1I – Netjets Aviation ( Verenigde Staten)
- 1I – Deutsche Rettungsflugwacht ( Duitsland)
- 1I – Nova Airlines ( Zweden)
- 1I – Sky Trek International Airlines ( Verenigde Staten)
- 1I – Sierra Nevada Airlines ( Verenigde Staten)
- 1I – Pegasus ( Turkije) "nu: H9"
- 1J – Axess international ( Japan)
- 1K – Sutra ( Verenigde Staten)
- 1K – Southern Cross Distribution ( Australië)
- 1L – Open Skies ( Verenigde Staten)
- 1M – JSC Transport Automated Information Systems ( Rusland)
- 1N – Navitaire ( Verenigde Staten)
- 1P – WorldSpan ( Verenigde Staten)
- 1Q – Sirena ( Rusland)
- 1R – Hainan Phoenix Information Systems ( China)
- 1S – Sabre ( Verenigde Staten)
- 1T – 1Time Airline ( Zuid-Afrika)
- 1U – Polyot Sirena ( Rusland)
- 1V – Galileo International ( Verenigde Staten)
- 1Y – Electronic Data Systems Corporation ( Verenigde Staten)
- 1Z – Sabre Pacific ( Australië)

## 2
- 2B – ATA Aerocondor ( Portugal)
- 2E – Smokey Bay Air ( Verenigde Staten)
- 2F – Frontier Flying Service ( Verenigde Staten)
- 2H – Amsterdam Airlines ( Nederland) "dienst gestaakt november 2011"
- 2J – Air Burkina ( Burkina Faso)
- 2L – LAER ( Argentinië)
- 2L – Helvetic Airways ( Zwitserland)
- 2M – Moldavian Airlines ( Moldavië)
- 2P – Air Philippines ( Filipijnen)
- 2Q – Air Cargo Carriers ( Verenigde Staten)
- 2R – Star Airlines ( Frankrijk)
- 2S – Island Express ( Verenigde Staten)
- 2T – Canada 3000 Airlines ( Canada)
- 2U – Atlasjet International ( Turkije) "tegenwoordig KK"
- 2W – Welcome Air ( Oostenrijk)
- 2Z – Air Plus Comet ( Spanje)
- 2Z – Changan Airlines ( China)

## 3
- 3B – Avior Express ( Venezuela)
- 3C – Corporate Airlines ( Verenigde Staten)
- 3D – Denim Air ( Nederland)
- 3E – Air Bretagne ( Frankrijk)
- 3G – Atlant-Soyuz Airlines ( Rusland)
- 3H – Air Inuit ( Canada)
- 3K – Air Cargo Express ( Verenigde Staten)
- 3K – Jetstar Asia ( Singapore)
- 3K – Tatonduk Flying Service ( Verenigde Staten)
- 3L – Intersky ( Oostenrijk)
- 3M – Gulfstream International Airlines ( Verenigde Staten)
- 3N – Air Urga ( Oekraïne)
- 3O – Air Arabia Maroc  Marokko)
- 3P – Inter Tropical Aviation ( Suriname)
- 3Q – China Yunnan Airlines ( China)
- 3R – Air Avia ( Aruba)
- 3S – Air Antilles ( Guadeloupe)
- 3T – Turan Air ( Azerbeidzjan)
- 3U – Sichuan Airlines ( China)
- 3V – TNT Airways ( België)
- 3W – Wanair ( Frankrijk)
- 3X – Japan Air Commuter ( Japan)
- 3Z – Necon Air (   Nepal)

## 4
- 4A – Air Kiribati ( Kiribati)
- 4B – Olson Air Service ( Verenigde Staten)
- 4C – AIRES ( Colombia)
- 4D – Air Sinai ( Egypte)
- 4E – Tanana Air Service ( Verenigde Staten)
- 4G – Adavnce Leasing Company ( Verenigde Staten)
- 4H – Fly S.A. Linhas Aereas ( Brazilië)
- 4I – IZair ( Turkije)
- 4K – Kenn Borek Air ( Canada)
- 4L – Air Astana ( Kazachstan)
- 4L – Deltacraft ( Finland)
- 4N – Air North ( Canada)
- 4P – Business Aviation of Congo (Dem. Republiek Congo)
- 4Q – Aerolyon ( Frankrijk)
- 4R – Hamburg International ( Duitsland)
- 4R – Orient Eagle Airways ( Kazachstan)
- 4U – Germanwings ( Duitsland)
- 4U – Tavaj Linhas Aereas ( Brazilië)
- 4V – Voyageur Airways ( Canada)
- 4W – Warbelow’S Air Ventures ( Verenigde Staten)
- 4Y – Yute Air Alaska ( Verenigde Staten)
- 4Y – Eurowings Discover ( Duitsland)
- 4Z – South African Airlink ( Zuid-Afrika)

## 5
- 5A – Alpine Air ( Verenigde Staten)
- 5B – Trans International Express ( Verenigde Staten)
- 5C – Air Tahoma ( Verenigde Staten)
- 5E – CAL Cargo Airlines ( Israël)
- 5D – Aerolitoral S.A. ( Mexico)
- 5D – DutchBird ( Nederland) dienst gestaakt in 2004
- 5D – V Bird Airlines ( Nederland) dienst gestaakt in 2004
- 5E – Base Airlines ( Nederland)
- 5F – Arctic Circle Air Service ( Verenigde Staten)
- 5G – Skyservice Airlines ( Canada)
- 5J – Cebu Pacific ( Filipijnen)
- 5K – Odessa Airlines ( Oekraïne)
- 5L – AeroSur ( Bolivia)
- 5M – Sibaviatrans ( Rusland)
- 5N – ANL ( Rusland)
- 5O – Europe Airpost ( Frankrijk)
- 5P – Penta ( Brazilië) vluchten gestaakt
- 5P – Skyeurope Hungary ( Hongarije) vluchten gestaakt
- 5P – Small Planet Airlines Germany ( Duitsland)
- 5Q – Euroceltic Airways ( Verenigd Koninkrijk)
- 5R – IRS Aero ( Rusland)
- 5S – L’Aeropostale ( Frankrijk)
- 5S – SAP ( Dominicaanse Republiek)
- 5T – Canadian North ( Canada)
- 5U – Transportes Aéreos Guatemaltecos ( Guatemala)
- 5V – Everts Air Cargo ( Verenigde Staten)
- 5W – Wizz Air Abu Dhabi ( Verenigde Arabische Emiraten)
- 5X – UPS Airlines ( Verenigde Staten)
- 5Y – Atlas Air ( Verenigde Staten)
- 5Y – Isles of Scilly Skybus ( Verenigd Koninkrijk)
- 5Z – CemAir ( Zuid-Afrika)

## 6
- 6A – Aviacsa ( Mexico)
- 6B – TUI fly Nordic ( Zweden)
- 6C – Cape Smythe Air Service ( Verenigde Staten)
- 6E – IndiGo ( India)
- 6D – Pelita Air ( Indonesië)
- 6F – Aerotrans Airlines ( Cyprus)
- 6H – Israir ( Israël)
- 6J – Roots Air ( Canada) dienst gestaakt
- 6K – Inter Express Airlines ( Turkije)
- 6K – Asian Spirit ( Filipijnen)
- 6L – Aklak Air ( Canada)
- 6M – South Asia Airways ( Bangladesh)
- 6N – Aerosucre( Colombia)
- 6N – City Connect ( Nederland) dienst gestaakt
- 6N – Rossair Europe ( Nederland)
- 6N – Trans Travel Airlines ( Nederland) dienst gestaakt
- 6Q – Slovak Airlines ( Slowakije)
- 6S – Sahara Airlines ( Algerije)
- 6T – Air Mandalay ( Myanmar)
- 6U – Air Oekraïne ( Oekraïne)
- 6V – Air Vegas ( Verenigde Staten)
- 6W – Saravia / Saratov Airlines ( Rusland)
- 6Z – Ukrainian Cargo Airways ( Oekraïne)

## 7
- 7A – Express Air Cargo ( Tunesië)
- 7B – BBN Airlines Indonesia ( Indonesië)
- 7C – Columbia Pacific Airlines ( Verenigde Staten)
- 7C – Coyne Airways ( Verenigd Koninkrijk)
- 7D – Donbassaero ( Oekraïne)
- 7E – Aeroline GmbH / Sylt Air ( Duitsland)
- 7F – First Air ( Canada)
- 7G – Bellair ( Verenigde Staten)
- 7G – MK Airlines ( Ghana)
- 7H – ERA Aviation ( Verenigde Staten)
- 7I – Air Libya ( Libië)
- 7J – Skagway Air Service ( Verenigde Staten)
- 7J – Tajikistan Airlines ( Tadzjikistan)
- 7K – Kolavia ( Rusland)
- 7L – Silk Way West Airlines ( Azerbeidzjan)
- 7M – Tyumen Airlines ( Rusland)
- 7N – Inland Aviation Services ( Verenigde Staten)
- 7P – Air Panama ( Panama)
- 7Q – Asia Union Airlines ( Oezbekistan)
- 7S – Arctic Transportation Services ( Verenigde Staten)
- 7T – Air Glaciers ( Zwitserland)
- 7T – Trans Am ( Ecuador)
- 7U – Aviaenergo ( Rusland)
- 7V – Austin Express ( Verenigde Staten)
- 7Y – European Air Express ( Duitsland)
- 7Z – Z Air ( Curaçao)

## 8
- 8A – Arctic Air ( Noorwegen)
- 8A – Atlas Blue ( Marokko)
- 8B – Caribbean Star Airlines ( Antigua en Barbuda)
- 8C – Air Transport International ( Verenigde Staten)
- 8C – Shanxi Aviation ( China)
- 8D – Astair ( Rusland)
- 8D – Expo Aviation ( Sri Lanka)
- 8D – Servant Air ( Verenigde Staten)
- 8D – Volare Airlines ( Italië) dienst gestaakt
- 8E – Bering Air ( Verenigde Staten)
- 8F – Fischer Air ( Tsjechië)
- 8G – Angel Airlines ( Thailand)
- 8G – Gulf & Caribbean Air ( Verenigde Staten)
- 8H – Equaflight Service ( Congo-Brazzaville)
- 8J – Kominteravia ( Rusland)
- 8L – Cargo Plus Aviation ( Verenigde Arabische Emiraten)
- 8L – Newair ( Denemarken)
- 8L – Redhill Aviation ( Verenigd Koninkrijk)
- 8M – Maxair ( Zweden)
- 8M – Myanmar Airways International ( Verenigde Staten)
- 8N – Nordkalottflyg ( Zweden)
- 8O – West Coast Air ( Canada)
- 8P – Pacific Coastal Airlines ( Canada)
- 8P – Payam Aviation Services ( Iran)
- 8Q – Baker Aviation ( Verenigde Staten)
- 8Q – Onur Air ( Turkije)
- 8R – Trip ( Brazilië)
- 8S – Scorpio Aviation ( Egypte)
- 8T – Air Tindi ( Canada)
- 8U – Afriqiyah Airways ( Libië)
- 8U – Simon Air ( Liberia)
- 8V – Wright Air Service ( Verenigde Staten)
- 8W – BAX Global ( Verenigde Staten)
- 8Y – Air Burundi ( Burundi)
- 8Z – Congo Airways ( Congo-Kinshasa)

## 9
- 9C – Gill Airways ( Verenigd Koninkrijk)
- 9D – Perm Airlines ( Rusland)
- 9E – Express Airlines Inc. ( Verenigde Staten)
- 9G – Galaxy Airways ( Griekenland)
- 9H – Ecoair International ( Algerije)
- 9J – Pacific Island Aviation ( Verenigde Staten)
- 9I – Alliance Air ( India)
- 9M – Central Mountain Air ( Canada)
- 9N – Tropic Air ( Belize)
- 9P – Pelangi Airways ( Maleisië)
- 9Q – PB Air ( Thailand)
- 9R – Phuket Air ( Thailand)
- 9S – Southern Air ( Verenigde Staten)
- 9T – Transwest Air ( Canada)
- 9U – Air Moldova ( Moldavië)
- 9V – Vipair Airlines ( Kazachstan)
- 9W – Jet Airways ( India)
- 9Y – Air Kazakhstan ( Kazachstan)